# Шенандоа (фильм)
«Шенандоа» (англ. Shenandoah) — фильм американского режиссёра Энрю Маклаглена. Снят в 1965 году. В 1966 году фильм был номинирован на премию «Оскар» за лучший звук. Розмари Форсайт была номинирована на премию «Золотой глобус» за лучший актёрский дебют в женской роли.

## Сюжет
События фильма разворачиваются во время гражданской войны в США. Фермер Чарли Андерсон (Джеймс Стюарт) с шестью сыновьями работает на ферме. Несмотря на то, что сыновья желают отправиться на фронт, Чарли остаётся непреклонен в своём решении не участвовать в этой войне.
За дочерью Чарли Дженни (Розмари Форсайт) ухаживает молодой офицер Сэм (Дуглас МакКлюр). После благословения её отца, спустя несколько дней, была сыграна свадьба. Но отпраздновать это событие не удалось. Прямо во время свадьбы Сэм получил известие, о том, что «северяне» прорвали фронт и немедленно был вынужден покинуть Дженни.
Во время охоты на енотов, Малыш (младший сын Чарли) и его друг наткнулись на засаду конфедератов. Сумев убежать, друзья останавливаются у пруда. Их обнаруживает патруль «северян». Малыш пленён, так как был принят за «южанина», а Габриэль отпущен, поскольку являлся рабом. Габриэль бежит на ферму рассказать Чарли о случившемся. Узнав обо всём Чарли собирает сыновей, оставив на ферме только Джеймса и его жену Энн с их маленьким ребёнком. Дженни также решает отправиться с ними.
Чарли в поисках Малыша хочет осмотреть вагоны с пленными, но получает отказ. Устроив засаду на железной дороге, Андерсон, не найдя Малыша, приказывает сжечь вагон и отпустить всех пленных по домам. В толпе пленных оказывается и муж Дженни Сэм.
Тем временем Малыш доставлен в лагерь для военнопленных. Узнав о том, что часть пленных «южан» решает бежать, Малыш примыкает к этой группе. Сумев бежать, они отправляются на юг, где натыкаются на лагерь конфедератов. На следующие утро происходит перестрелка с «северянами». Конфедераты были перебиты, а самого мальчика спас Габриэль, ставший свободным.
Во время нападения мародеров погибает Джеймс и его жена Энн. Ребёнка спасает доктор. Чарли, так и не найдя Малыша, решает вернуться на ферму. На пути домой им встречается патруль «южан». Часовой, увидев большую группу людей, начинает стрельбу и убивает Якоба (сына Чарли). Разъярённый Чарли душит часового, но, узнав, сколько ему лет, отпускает. Вернувшись домой, Чарли узнаёт о смерти Джеймса и Энн.
В воскресенье семья Андерсонов отправляется в церковь на богослужение. Когда пастор начинает зачитывать следующую песнь, в зал заходит Малыш, опирающийся на костыль. Чарли обнимает его. Вся церковь поёт. На этом фильм заканчивается.

## В ролях
- Джеймс Стюарт — Чарли Андерсон
- Дуглас Макклюр — Сэм
- Гленн Корбетт — Джейкоб Андерсон
- Патрик Уэйн — Джеймс Андерсон
- Розмари Форсайт — Дженни Андерсон
- Филипп Элфорд — Малыш
- Кэтрин Росс — Энн Андерсон
- Чарльз Робинсон — Натан Андерсон
- Джим Макмуллан — Джон Андерсон
- Тим Макинтайр — Генри Андерсон
- Юджин Джексон — Габриэль
- Пол Фикс — доктор Том Уизерспун
- Строзер Мартин — железнодорожный инженер
- Денвер Пайл — пастор Бьёрлинг
- Джордж Кеннеди — полковник Фэйрчайлд
- Гарри Кэри-мл. — Дженкинс, солдат-мятежник
- Даббс Грир — Абернати